# 2-Méthyladénosine
La 2-méthyladénosine (m2A) est un nucléoside dont la base nucléique est la 2-méthyladénine, un dérivé méthylé de l'adénine, l'ose étant le β-D-ribofuranose. Son observation a été publiée pour la première fois en 1972. Elle est présente naturellement dans certains ARN de transfert et ARN ribosomiques, par exemple en position 38 dans l'ARNtArg.